# Blokada Górskiego Karabachu
Blokada Górskiego Karabachu – blokada korytarza laczyńskiego łączącego Armenię z nieuznawaną przez społeczność międzynarodową Republiką Górskiego Karabachu, prowadzona od 12 grudnia 2022 roku przez rzekomych eko-aktywistów, faktycznie powiązanych z rządem Azerbejdżanu. Skutkiem blokady był kryzys humanitarny w Górskim Karabachu. 

## Tło
Górski Karabach to znajdujące się na Kaukazie państwo nieuznawane ze stolicą w Stepanakercie. W wyniku porozumienia kończącego wojnę 44-dniową (II wojnę o Górski Karabach) Górski Karbach utracił znaczną część swojego wcześniejszego terytorium, w tym między innymi miasta Ağdam i Şuşa. Wobec tego dużego znaczenia nabrała jedyna droga łącząca Armenię i Górski Karabach – korytarz laczyński. Według prezydenta Górskiego Karabachu nawet 90% żywności konsumowanej przez mieszkańców państwa było przewożone przez korytarz laczyński. W myśl porozumienia kończącego wojnę 44-dniową do 2025 roku korytarz laczyński miał być ochraniany przez rosyjskie siły pokojowe.

## Historia
Rankiem 12 grudnia 2022 roku grupa osób podających się za aktywistów ekologicznych rozpoczęła blokadę korytarza laczyńskiego. Aktywiści domagali się zgody na monitoring karabaskich złóż złota, miedzi oraz molibdenu. Faktycznie znaczną część aktywistów tworzyli urzędnicy służby cywilnej, wojskowi oraz działacze organizacji pozarządowych powiązanych z rządem Azerbejdżanu. Zajmujący się regionem brytyjski dziennikarz Thomas de Waal przyrównał azerbejdżańskich aktywistów do zielonych ludzików biorących udział w aneksji Krymu przez Rosję. Skutkiem blokady było całkowite uniemożliwienie przemieszczania się pojazdów przez korytarz laczyński; zezwolono jedynie na przemieszczanie się ciężarówek Czerwonego Krzyża z pomocą humanitarną i sił rosyjskich. 13 grudnia do Górskiego Karabachu przestał docierać gaz. 14 grudnia w republice wprowadzono przymus oszczędzania gazu i benzyny oraz odwołano zajęcia w szkołach. W styczniu 2023 roku w Karabachu wprowadzono kartki na niektóre produkty żywnościowe (reglamentacja) na m.in. ryż, kaszę i cukier. 26 marca 2023 roku Azerbejdżan umocnił blokadę zajmując terytoria wokół korytarza laczyńskiego i tworząc punkt kontrolny na terenie korytarza. Od 15 czerwca trwa pełna blokada; korytarzem laczyńskim nie mogą się przemieszczać również pojazdy Czerwonego Krzyża i rosyjskie siły pokojowe. Przy tym Azerbejdżan oskarżył Armeński Czerwony Krzyż o przemyt. 14 lipca Azerbejdżan ponownie zezwolił Czerwonemu Krzyżowi na ewakuację ciężko chorych mieszkańców Górskiego Karabachu. 29 lipca doszło do zatrzymania mieszkańca Górskiego Karabachu przewożonego do Armenii na leczenie pojazdami Czerwonego Krzyża. Zatrzymania dokonali Azerowie stacjonujący w punkcie kontrolnym w korytarzu laczyńskim. 15 sierpnia pierwsza osoba w Górskim Karabachu w czasie blokady zmarła z powodu przewlekłego niedożywienia. 28 sierpnia Azerbejdżan zatrzymał kolejnych trzech młodych mieszkańców Górskiego Karabachu eskortowanych przez rosyjskie siły pokojowe. 19 września siły azerbejdżańskie rozpoczęły „operację antyterrorystyczną” w Górskim Karabachu; pod ostrzałem znalazł się Stepanakert. III wojna w Górskim Karabachu zakończyła się zwycięstwem Azerbejdżanu – w wyniku porozumienia pomiędzy Azerbejdżanem a władzami Górskiego Karabachu struktury Górskiego Karabachu zostały rozwiązane 1 stycznia 2024 roku (choć de facto Górski Karabach już przed tym terminem znalazł się pod kontrolą Azerbejdżanu). 24 września 2023 roku Azerowie zezwolili na ewakuację Ormian z Górskiego Karabachu poprzez korytarz laczyński.    

## Kryzys humanitarny
Blokada wywołała w Górskim Karabachu kryzys humanitarny. Występują poważne niedobory żywności, paliwa oraz leków. Na przełomie lipca i sierpnia 2023 roku wystąpiły braki chleba w niektórych miastach, a w wielu żeby go otrzymać trzeba było stać kilka godzin w kolejce. Odnotowano wzrost śmiertelności wśród osób z chorobami krążenia i nowotworami, zaś blisko 90% kobiet w ciąży cierpi na anemię. W jednej z lokalnych klinik zaobserwowano trzykrotny wzrost poronień. Doszło również do rozdzielenia wielu rodzin i masowego bezrobocia. Część ekspertów scharakteryzowała blokadę korytarza laczyńskiego jako próbę dokonania ludobójstwa i czystek etnicznych na ludności ormiańskiej. W wyniku blokady zmarło czterech cywili – pacjent, którego nie można było przewieźć do szpitala w Armenii, dwójka dzieci oraz mężczyzna zmarły z powodu przewlekłego niedożywienia. 

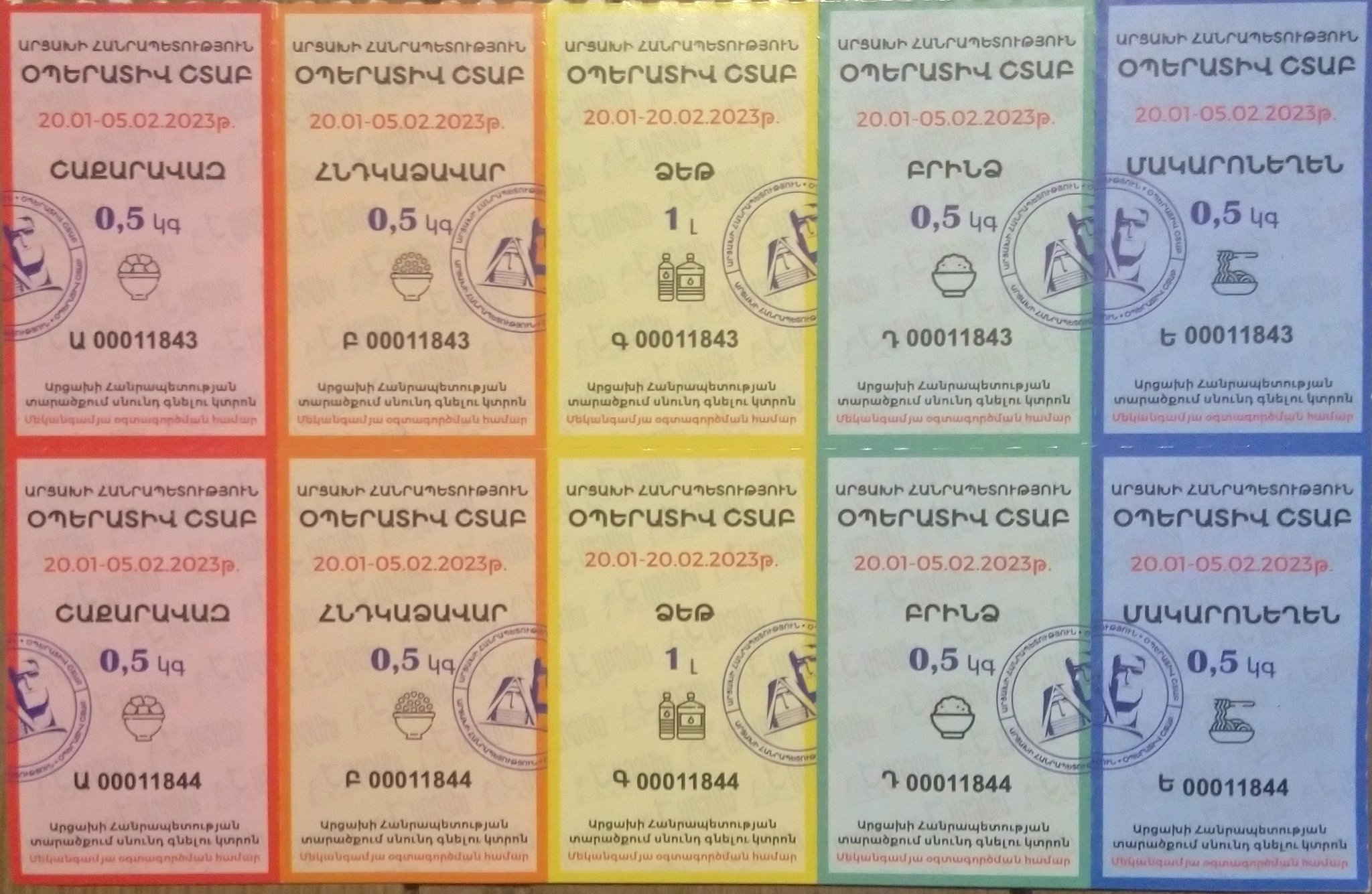
Kartki na żywność wprowadzone w Górskim Karabachu
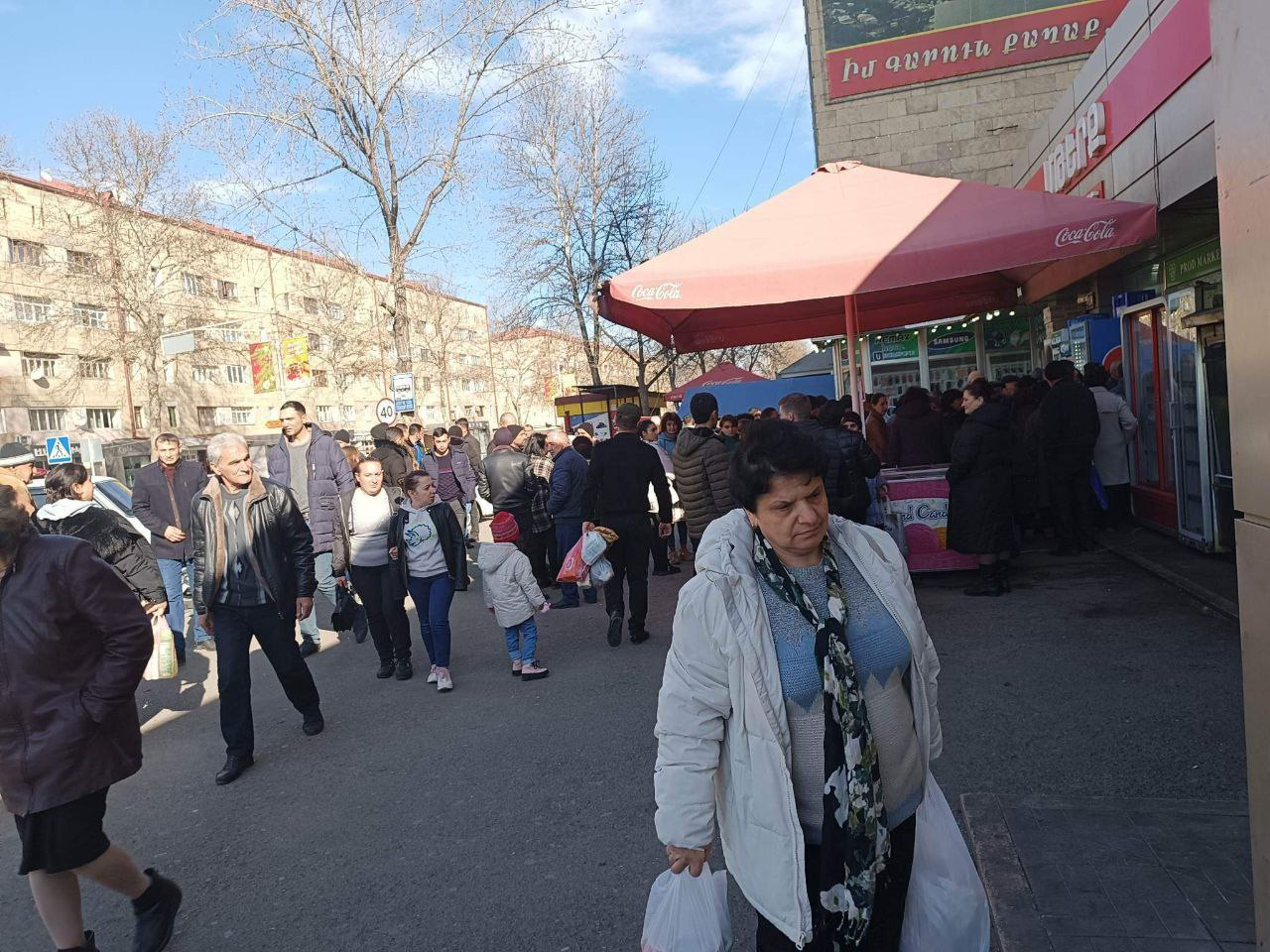
Kolejka po żywność w Stepanakercie
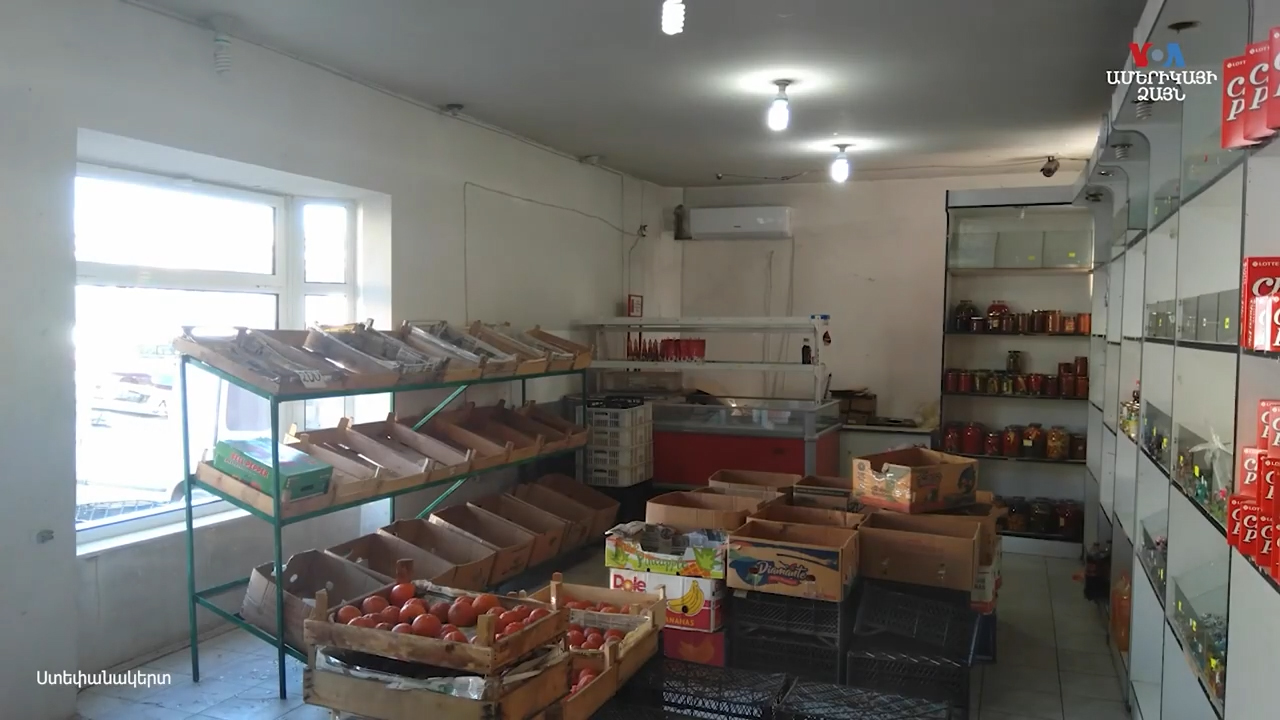
Puste sklepy spożywcze
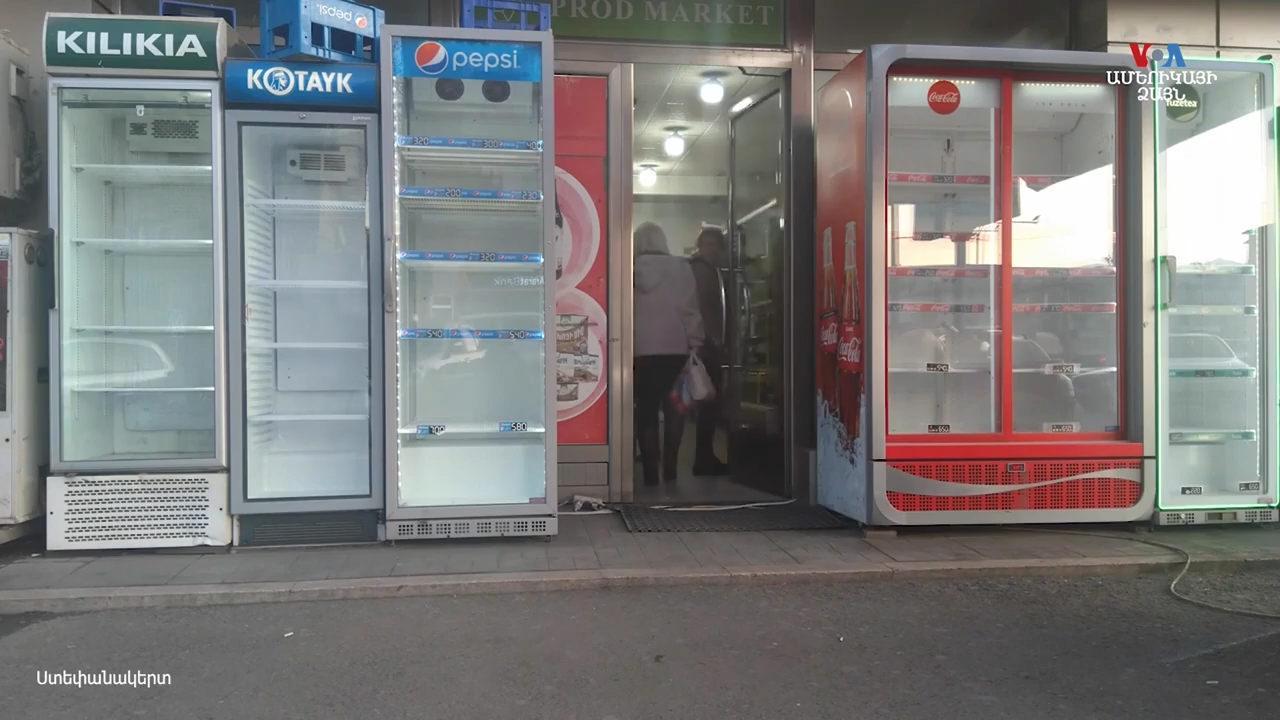
Puste sklepy spożywcze
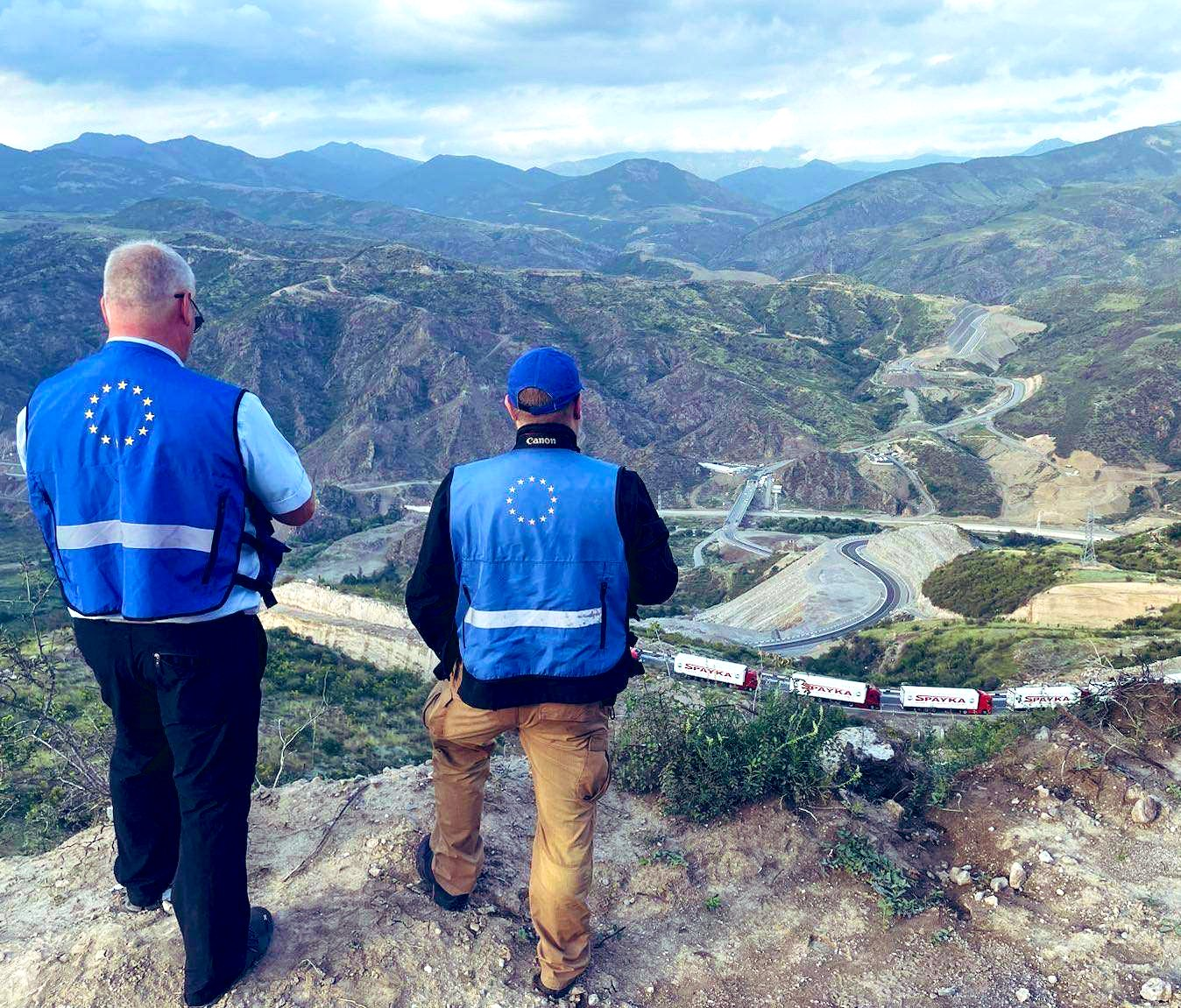
Członkowie Misji Unii Europejskiej w Armenii obserwują azerbejdżański punkt kontrolny w korytarzu laczyńskim i blokowany konwój z pomocą humanitarną

## Reakcje
- Były główny prokurator Międzynarodowego Trybunału Karnego Luis Moreno-Ocampo uznał blokadę za ludobójstwo[33]. Wezwał również Radę Bezpieczeństwa ONZ do wniesienia sprawy przeciwko Azerbejdżanowi do Międzynarodowego Trybunału Karnego[34].
- Międzynarodowy Trybunał Sprawiedliwości nakazał Azerbejdżanowi odblokowanie korytarza laczyńskiego[35].
- Komisja Spraw Zagranicznych i Unii Europejskiej Senatu RP wezwała Azerbejdżan do odblokowania korytarza laczyńskiego[36].
- Sekretarz Stanu USA Antony Blinken wyraził zaniepokojenie pogarszającymi się warunkami humanitarnymi w Górskim Karabachu[22].
- Sekretarz Generalny Układu Organizacji o Bezpieczeństwie Zbiorowym stwierdził, że problem blokady Górskiego Karabachu wykracza poza zakres odpowiedzialności organizacji[37].
- Ambasador Turcji w Azerbejdżanie Cahit Bağcı oświadczył, że Górski Karabach to część Azerbejdżanu[37].
- 16 sierpnia 2023 roku w sprawie blokady Górskiego Karabachu odbyło się nadzwyczajne posiedzenie Rady Bezpieczeństwa ONZ[38][39].